# Ahmed Limane
Ahmed Limane – marokański piłkarz grający na pozycji obrońcy. W swojej karierze grał w reprezentacji Maroka.

## Kariera reprezentacyjna
W 1980 roku Limane został powołany do reprezentacji Maroka na Puchar Narodów Afryki 1980. Na tym turnieju rozegrał pięć meczów: grupowe z Gwineą (1:1), z Algierią (0:1) i z Ghaną (1:1), półfinałowy z Nigerią (0:1) i o 3. miejsce z Egiptem (2:0). Z Marokiem zajął 3. miejsce w tym turnieju.